# FAST Starter
Fast Concept Car Starter – autobus międzymiastowy produkowany w latach 2006 - 2011 r w Alençon przez francuskie Carrier Carrosserie, później autobus miejski (Starter LE), międzymiastowy/szkolny (Starter L/S) w latach 2011 - 2019 r przez egipskie MCV; oferowany przez Fast Concept Car

## FAST Starter

### Historia
Fast Concept Car zaprezentował podczas targów Busworld w belgijskim Kortrijk w 2005  r model Starter. Stanowił on uzupełnienie do ówczesnej gamy producenta, tj. Scoler, Syter, dzieląc z nią wspólne nadwozie, i opierał się na podwoziu MAN. Był traktowany jako autobus międzymiastowy o średnim poziomie wyposażenia. Przez pierwsze lata ściana czołowa autobusu była identyczna ze Scolerem 2 i wczesnym Scolerem 3, następnie doczekał się modernizacji (w 2007 r) upodabniającej model do pozostałych pojazdów w gamie. Firma podejmowała nieudaną próbę wejścia na rynek brytyjski poprzez sieć dealerską Moseley Group, oferując model Starter z układem siedzeń 2+2 lub 3+2, z opcją opatentowanego przez FCC systemu windy dla wózków inwalidzkich - sprzedaż była ograniczona. Na łamach umowy zawartej w kwietniu 2009 r  przez Fast Europe ze Esker Bus & Coach UK - model Starter był pokazywany podczas Euro Bus Show 2009 w Birmingham. W 2010 r 12,7-metrowy wariant modelu znajdował się na ekspozycji producenta podczas targów Euro Bus Expo obok bliźniaczego wariantu Scoler 3. W 2011 r model doczekał się następców karosowanych przez egipskie MCV - miejskiego, niskopodłogowego Startera LE, międzymiastowego Startera L i bliźniaczego wariantu szkolnego Startera S.

### Dane techniczne i wyposażenie
| Nazwa modelu                       | Starter | Starter/Starter RHD (2009) |
| Podwozie                           | MAN SÜ 283 F/SÜ 293 F (MAN A91) | MAN SÜ 283 F/SÜ 293 F (MAN A91) |
| ---------------------------------- | --- | --- |
| Konstrukcja                        | podłużnice i poprzeczki podwozia; rury i profile stalowe ocynkowane galwanicznie pokryte farbą epoksydową; blacha INOX | podłużnice i poprzeczki podwozia; rury i profile stalowe ocynkowane galwanicznie pokryte farbą epoksydową; blacha INOX |
| Długość                            | 11,995 m 12,70 m | 12,015 m 12,715 m (Starter RHD) |
| Szerokość                          | 2,50 m | 2,50 m |
| Wysokość                           | 3,275 m | 3,275 m 3,45 m (z klimatyzacją) 3,383 m (Starter RHD; z klimatyzacją) |
| Rozstaw osi                        | 5,940 m (12 m) 6,660 m (12,70 m) | 5,940 m (12 m) 6,660 m (12,70 m) 6,640 m (Starter RHD) |
| Masa własna                        | 12 t | 12 t (zależy od specyfikacji) |
| DMC                                | 18 t | 18 t |
| Drzwi                              | jednoskrzydłowe pneumatyczne drzwi przednie i środkowe | jednoskrzydłowe pneumatyczne drzwi przednie i środkowe. drzwi środkowe o podwójnej szerokości (przy instalacji TPMR); Przygotowanie do TPMR i TPMR (jako opcja) |
| Silnik                             | 6-cylindrowy MAN D 0836 LOH 51 EURO 4 EGR, 6 871 cm³, wtrysk EDC Common Rail z turbosprężarką i intercoolerem, | 6-cylindrowy MAN D 0836 LOH 56, 6 871 cm³, Euro 4 EGR (Euro 5 - EEV jako opcja), wtrysk EDC Common Rail z turbosprężarką i intercoolerem Starter RHD: 6-cylindrowy MAN D 0836 LOH 56, 6,871 cm³, Euro 4 z EGR, rzędowy 4-suwowy silnik wysokoprężny, wtrysk EDC Common-Rail z turbosprężarką i intercoolerem, umieszczony pionowo za tylną osią Opcjonalnie: 6-cylindrowy MAN D 2066 LUH 22, 10 518 cm³, Euro 4 z EGR, rzędowy 4-suwowy silnik wysokoprężny, wtrysk EDC Common Rail z turbosprężarką i intercoolerem, umieszczony poziomo za tylną osią |
| Moc nominalna                      | 280 KM (206 kW) | 240 KM (opcjonalnie 280 KM), tj. 177 kW (206 kW) przy 2300 obr./min (2300 obr./min.) (MAN D 0836 LOH 56) 310 KM (opcjonalnie 350 KM) (MAN D 2066 LUH 22) |
| Największy moment obrotowy         | 1 100 Nm przy 1000-1650 obrotów/min. | 925 Nm od 1200-1800 obrotów/min (240 KM) 1100 Nm od 1000-1650 obrotów/min (280 KM; MAN D 0836 LOH 56) |
| Norma emisji spalin                | Euro 4 | Euro 4 |
| Liczba miejsc                      | 59 (12 m) do 63 miejsc siedzących (12,70 m) 57 miejsc + kierowca (12 m) 61 miejsc + kierowca (12,70 m) | 59 miejsc (12 m) do 63 miejsc (12,70 m) siedzących 57 miejsc + kierowca (12 m) 61 miejsc + kierowca (12,70 m) Starter RHD: 57 miejsc + kierowca (12 m) 51 miejsc + wózek inwalidzki + kierowca (12 m) 61 miejsc + kierowca (12,70 m) 55 miejsc + wózek inwalidzki + kierowca (12,70 m) |
| Skrzynia biegów                    | ZF 6S-1901 IT | ZF 6S-1901 IT Starter RHD: skrzynia automatyczna ZF 6HP 504 (automatyczna Voith DIWA 854.5 z zintegrowanym retarderem) |
| Zawieszenie                        | Przód: 2 poduszki powietrzne, 2 amortyzatory i 1 zawór korekcji poziomu Tył: 4 poduszki powietrzne, 4 amortyzatory i 2 zawory korekcji poziomu Pilot ECAS; Ogrzewany jednokomorowy osuszacz powietrza ze zintegrowanym regulatorem ciśnienia; 1 pneumatyczne gniazdo napełniania/pneumatyczny króciec napełniania. | Przód: 2 poduszki powietrzne, 2 amortyzatory i 1 zawór korekcji poziomu Tył: 4 poduszki powietrzne, 4 amortyzatory i 2 zawory korekcji poziomu Pilot ECAS; Ogrzewany jednokomorowy osuszacz powietrza ze zintegrowanym regulatorem ciśnienia; 1 pneumatyczne gniazdo napełniania/pneumatyczny króciec napełniania. |
| Hamulce                            | Przód/tył: tarczowe, sterowanie pneumatyczne; ABS i ASR w standardzie | Przód/tył: tarczowe, układ przeciwblokujący ABS, EBS i ASR w standardzie |
| Uklad kierowniczy                  | ZF 8098 z możliwością regulacji wysokości i głębokości; Zamek pneumatyczny; Zabezpieczenie przed kradzieżą na kolumnie kierownicy | ZF 8098 z możliwością regulacji wysokości i głębokości; Zamek pneumatyczny; Zabezpieczenie przed kradzieżą na kolumnie kierownicy |
| Zwalniacz (retarder)               | Intarder ZF sprzężony z hamulcem zasadniczym i sterowaniem z kierownicy | Intarder ZF sprzężony z hamulcem zasadniczym i sterowaniem z kierownicy |
| Fotele                             | Dwupunktowy pas bezpieczeństwa ze zintegrowanymi zwijaczami chronionymi pod siedzeniem. Obudowa wandaloodporna. Podnoszone podłokietniki i uchwyty boczne. | Dwupunktowy pas bezpieczeństwa ze zintegrowanymi zwijaczami chronionymi pod siedzeniem. Obudowa wandaloodporna. Podnoszone podłokietniki i uchwyty boczne. |
| Dodatkowe informacje               | Stanowisko kierowcy: Ogrzewanie w przedniej części; niezależna regulacja dla kierowcy; Radio z odtwarzaczem CD z niezależną regulacją głośności i mikrofonem; Kolumna kierownicza wyposażona w regulację pneumatyczną; Fotel z zawieszeniem pneumatycznym wyposażony w 3-punktowy pas bezpieczeństwa; Zamykany schowek kierowcy Strefa pasażerska: Dodatkowe ogrzewanie wymuszonym obiegiem powietrza (Webasto); Przyciemniane szyby, 6 otwieranych okien; Fotele wyposażone w podnoszone podłokietniki oraz osłonę przeciwwandalową; Półki na bagaże; Centralna listwa oświetleniowa zawierająca 5 głośników Możliwość wyposażenia TPMR lub wyposażenia wstępnego obejmującego podwójne drzwi, mocowania do podłogi i zasilanie. | Stanowisko kierowcy: Fotel z zawieszeniem pneumatycznym ISRI i 3-punktowym pasem bezpieczeństwa; Niezależnie regulowane ogrzewanie przednie dla kierowcy; Radio z odtwarzaczem CD z niezależną regulacją głośności i mikrofonem; Kolumna kierownicza wyposażona w regulację pneumatyczną; Zamykany schowek osobisty; Komputer pokładowy; Wyciągarka z kołem zapasowym; Ogrzewane lusterka (elektryczna regulacja jako opcja); Wyposażenie wrzutnika monet z przygotowaniem do sprzedaży biletów (opcja) Strefa pasażerska: Dodatkowe ogrzewanie wymuszonym obiegiem powietrza (Webasto); Przyciemniane szyby, 6 otwieranych okien; Fotele wyposażone w podnoszone podłokietniki oraz osłonę przeciwwandalową; Półki na bagaże; Centralna listwa oświetleniowa zawierająca 5 głośników; Zasłony; Duże boczne okna wykuszowe Kołpaki wyposażone seryjnie. Starter RHD: Stanowisko kierowcy: Fotel z zawieszeniem pneumatycznym ISRI; Niezależny system ogrzewania kabiny kierowcy i pasażera, Radio z odtwarzaczem CD z 5 głośnikami, niezależną regulacją głośności dla kierowcy i pasażera; Pneumatycznie regulowana kolumna kierownicy; Zamykany schowek kierowcy; Komputer pokładowy; Stół z tacą i przygotowanie do automatu biletowego (jako opcja) Strefa pasażerska: Przyciemniane okna z podwójnymi szybami i 6 oknami uchylnymi; Fotele ze stałymi podłokietnikami i osłoną przeciwwandalową; Półki na bagaże (zamykane półki jako opcja); Centralne oświetlenie sufitu ze zintegrowanymi głośnikami; Zasłony; Bagażnik; Duże okna boczne na całej długości; Ogrzewanie Webasto (jako opcja). |
| Udogodnienia dla niepełnosprawnych | Przygotowanie do TPMR i TPMR (opcjonalnie) | TPMR (transport osób niepełnosprawnych): standardowe PMR (udogodnienia dla osób niepełnosprawnych): przygotowanie do obsługi elektronicznych wyświetlaczy i geolokalizacji Udogodnienia dla osób niepełnosprawnych: kontrast kolorystyczny stopni, korytarza, poręczy i poręczy; miejsca dla osób PRM (2); uniwersalne wsporniki dla wielu wyświetlaczy i geolokalizacji Przygotowanie do UFR (wózka inwalidzkiego): 1 lub 2 miejsca (opcja) Wyposażenie UFR: 1 lub 2 krzesła (opcja) Możliwość wyposażenia windy dla niepełnosprawnych (UFR) lub wyposażenia wstępnego obejmującego podwójne drzwi, mocowania do podłogi i zasilanie |
| Bezpieczeństwo                     | System zapobiegający przewróceniu ECE R66; Automatyczne ostrzeganie w przypadku otwarcia drzwi; Panoramiczna szyba przednia; Elektryczne odszranianie szyby bocznej stanowiska kierowcy i szyby drzwi przednich | System zapobiegający przewróceniu ECE R66; Automatyczne ostrzeganie w przypadku otwarcia drzwi; Panoramiczna szyba przednia; Elektryczne odszranianie szyby bocznej stanowiska kierowcy i szyby drzwi przednich; Sygnalizator cofania i czujniki cofania; Światła przeciwmgielne |
| Bagażnik                           | (brak danych) | Starter RHD (oferowany jako opcja): 3 m³ (12 m) 5.5 m³ (12.7 m) |
| Zbiornik paliwa                    | 2x220 litrów, elektrycznie ogrzewane przewody paliwowe | 2x220 litrów, elektrycznie ogrzewane przewody paliwowe |
| Zasilanie                          | Rozrusznik: Bosch 24V / 4 kW Alternator: Bosch 2x1100 A Akumulator: 2 x 12 / 200 A Ręczny wyłącznik akumulatora; Ochrona obwodu za pomocą automatycznego wyłącznika automatycznego ETA. | Rozrusznik: Bosch 24V / 4 kW Alternator: Bosch 2x1100 A Akumulator: 2 x 12 / 200 A Ręczny wyłącznik akumulatora; Ochrona obwodu za pomocą automatycznego wyłącznika automatycznego ETA. |
| Osie                               | Przód: MAN V9 82 L Tył: MAN HOY – 1175 | Przód: MAN V9 82 L Tył: MAN HOY – 1175 Starter RHD Przód: MAN V9-82 L Tył: MAN HY 1336 B |
| Opony                              | 6 x 295/80 R 22.5 | 6 x 295/80 R 22.5 |

## FAST Starter (2011)

### Historia
W maju 2011 r ogłoszono współpracę z egipskim MCV, która miała dostarczać zabudowę (nadwozie oferowanego przez MCV modelu Evolution C130RLE)  dla modelu Starter LE. Przyczyny zawiązania współpracy, prezes Fast Concept Car tłumaczył jednostkowym wolumenem produkcji ekonomicznie nieopłacalnym dla wdrożenia seryjnej produkcji w zakładach Carrier. Egipski producent miał dostarczać nadwozia do zakładów Carrier, gdzie na podwoziach MAN dokonywano zabudowy i produkcji końcowej. Model przechodzący wówczas proces homologacji, miał zostać zaprezentowany szerszej publiczności w październiku 2011 r podczas targów w Kortrijk. Fast Concept Car miał we planach prezentację swoich modeli - Scoler 4, Starter L/S, Starter LE przez 5 tygodni w tzw. mini targach, począwszy od 27 marca 2012 r we Alençon. Na Autocar Expo 2012 wystawiono 12,8 m Startera LE (z 55 miejscami siedzącymi), zrestylizowanego Scolera 4 z dopiskiem Kid (57+1 miejsc siedzących) i 13,04 m Startera S (63+1 miejsc). W lutym 2013 r Fast Concept Car przedłużyło współpracę z MAN na dostawę podwozi do modeli Starter. W październiku 2013 r w ofercie FCC znajdowały się zrestylizowane modele Starter L i Starter LE, zabudowywane przez irlandzkie EVM Mercedesy Sprinter i nowy Scoler 5. Podczas październikowego Autocar Expo 2014 FCC zaprezentowało modele Starter S (autobus szkolny o długości 13 m i ze 63 miejscami siedzącymi) i Starter LE spełniające normę Euro 6. Ich sprzedaż miała się rozpocząć, kolejno wiosną i latem 2015 r. Dostarczono we marcu 2016 r 9 modeli Starter dla firmy Voyages Herviaux, z którą współpracowano od 1999 r, odkąd sprzedano Scolera I. Podczas akcji promocyjnej produktów Fast Concept Car i Isuzu w ramach Tour de France prezentowano Startera LE . W styczniu 2019 r MAN dostarczył 39 podwozi MAN do produkcji Starterów. W 2020 r modele w okrojonej formie (zniknął model Starter L) nadal figurowały w ofercie producenta. Wraz z rozwojem oferty gamy modeli Isuzu, Fast Concept Car zdecydował o wygaszeniu własnej gamy modeli, kończąc współpracę z MCV i swoją działalność jako producent.  

### Dane techniczne i wyposażenie
| Nazwa modelu                     | Starter LE | Starter S | Starter L |
| Podwozie                         | MAN 18.xxx HOCL - NL (MAN A69) | MAN A91 | MAN A91 |
| -------------------------------- | --- | --- | --- |
| Konstrukcja                      | podwozie i poprzeczki MAN zabezpieczone metodą kataforezy i woskiem; kompozytowy przód i tył; ściany boczne i dach z blachy nierdzewnej; niska podłoga w przedniej i środkowej części; biała farba poliuretanowa RAL 9010 Starter LE (2018) podwozie i poprzeczki MAN zabezpieczone metodą kataforezy; niska podłoga w przedniej i środkowej części | konstrukcja półsamonośna; kompozytowy przód/tył; ściany boczne i dach z blachy nierdzewnej; aluminiowe klapy luków bagażowych; biała farba poliuretanowa RAL 9010; kołpaki z PCV malowane w kolorze nadwozia RAL (nie lakierowane metalicznie) (w 2013 r) Starter L/S (2011; UK) kompletne podwozie MAN zabezpieczane antykorozyjnie metodą kataforezy; konstrukcja, profile i poprzeczki, cały korpus ocynkowany, intensywnie odtłuszczany w procesie zgodnym z najnowszymi standardami ochrony środowiska oraz zdrowia i bezpieczeństwa, dodatkowo zabezpieczony farbą epoksydową i woskiem; Wytrzymałość konstrukcyjna zgodna z przepisami UN ECE R66 przygotowania i wzmocnienia podwozia do montażu haka holowniczego/zaczepu przyczepy/bagażnika na rowery (możliwość przygotowania do koła zapasowego z przodu pojazdu w Starter S) | konstrukcja półsamonośna; kompozytowy przód/tył; ściany boczne i dach z blachy nierdzewnej; aluminiowe klapy luków bagażowych; biała farba poliuretanowa RAL 9010; kołpaki z PCV malowane w kolorze nadwozia RAL (nie lakierowane metalicznie) (w 2013 r) Starter L/S (2011; UK) kompletne podwozie MAN zabezpieczane antykorozyjnie metodą kataforezy; konstrukcja, profile i poprzeczki, cały korpus ocynkowany, intensywnie odtłuszczany w procesie zgodnym z najnowszymi standardami ochrony środowiska oraz zdrowia i bezpieczeństwa, dodatkowo zabezpieczony farbą epoksydową i woskiem; Wytrzymałość konstrukcyjna zgodna z przepisami UN ECE R66 przygotowania i wzmocnienia podwozia do montażu haka holowniczego/zaczepu przyczepy/bagażnika na rowery (możliwość przygotowania do koła zapasowego z przodu pojazdu w Starter S) |
| Nadwozie                         | kompozytowy przód/tył; panele boczne i dach ze stali nierdzewnej oraz przednie i tylne boki z poliestru zapobiegające korozji; | panele ze stali nierdzewnej, konstrukcja ścian bocznych i dachu z TWS (kompozyty)/poliestrowe panele przednie i tylne oraz aluminiowe klapy bagażowe; Standardowy kolor nadwozia RAL 9010, pojedynczy kolor lakieru; | panele ze stali nierdzewnej, konstrukcja ścian bocznych i dachu z TWS (kompozyty)/poliestrowe panele przednie i tylne oraz aluminiowe klapy bagażowe; Standardowy kolor nadwozia RAL 9010, pojedynczy kolor lakieru; |
| Długość                          | 12,795 m | 12,229 m (Starter L) 12,995 m (Starter L/S) | 12,229 m (Starter L) 12,995 m (Starter L/S) |
| Rozstaw osi                      | 6,50 m | 6,150 m (Starter L) 6,850 m (Starter L/S) | 6,150 m (Starter L) 6,850 m (Starter L/S) |
| Szerokość                        | 2,55 m | 2,540 m | 2,540 m |
| Wysokość                         | 2,92 m | 3,270 m 3,450 m (z klimatyzacją; na rynku brytyjskim) | 3,270 m 3,450 m (z klimatyzacją; na rynku brytyjskim) |
| Masa wlasna                      | 11,74 t | 11,690 t (Starter L) 12,110 t (Starter L/S) | 11,690 t (Starter L) 12,110 t (Starter L/S) |
| DMC                              | 17,20 t | 18 t | 18 t |
| Drzwi                            | wejściowe jednoskrzydłowe, otwierane na zewnątrz i drzwi środkowe dwuskrzydłowe otwierane na zewnątrz; pneumatyczne drzwi wahadłowe przednie i środkowe; Dostęp UFR z ręczną rampą przy środkowych drzwiach Starter (2018) przednie wewnętrzne obrotowe jednoskrzydłowe, tylne drzwi wewnętrzne obrotowe dwuskrzydłowe | pneumatyczne drzwi przednie i środkowe drzwi wahadłowe, wszystkie w tym: PMR / UFR | pneumatyczne drzwi przednie i środkowe drzwi wahadłowe, wszystkie w tym: PMR / UFR |
| Silnik                           | 6-cylindrowy MAN D 0836 LOH 64, Euro 5, 6 871 cm3; wtrysk EDC Common Rail z turbosprężarką i intercoolerem, 1600 barów | 6-cylindrowy MAN D 0836 LOH 64, Euro 5 (opcjonalnie z EEV), 6 871 cm3; wtrysk EDC Common Rail z 2-stopniową turbosprężarką i intercoolerem, 1600 barów 6-cylindrowy MAN D 0836 LOH 73, Euro 6, 6 871 cm3; wtrysk EDC Common Rail z turbosprężarką i intercoolerem, 1 600 barów, Technologia EGR powiązana z SCR plus filtr cząstek stałych GO Definer z oporem elektrycznym | 6-cylindrowy MAN D 0836 LOH 64, Euro 5 (opcjonalnie z EEV), 6 871 cm3; wtrysk EDC Common Rail z 2-stopniową turbosprężarką i intercoolerem, 1600 barów 6-cylindrowy MAN D 0836 LOH 73, Euro 6, 6 871 cm3; wtrysk EDC Common Rail z turbosprężarką i intercoolerem, 1 600 barów, Technologia EGR powiązana z SCR plus filtr cząstek stałych GO Definer z oporem elektrycznym |
| Moc                              | 213 kW (290 KM) | 213 kW (290 KM) | 213 kW (290 KM) |
| Największy moment obrotowy       | 1,100 Nm przy 1,200-1,700 obrotów/min | 1,100 Nm przy 1,200-1,700 obrotów/min | 1,100 Nm przy 1,200-1,700 obrotów/min |
| Norma emisji spalin              | Euro 5 | Euro 5 Euro 6 | Euro 5 Euro 6 |
| Skrzynia biegów                  | automatyczna ZF type 1200 Ecolife z zintegrowanym retarderem | manualna ZF type 6S-1901 Ecolife sterowane linką ze wspomaganiem pneumatycznym; 6 biegów + bieg wsteczny | manualna ZF type 6S-1901 Ecolife sterowane linką ze wspomaganiem pneumatycznym; 6 biegów + bieg wsteczny |
| Zawieszenie                      | elektronicznie sterowane zawieszenie pneumatyczne na przedniej i tylnej osi Przód: 2 miechy powietrzne, 2 amortyzatory, 1 zawór poziomujący; Tył: 4 miechy powietrzne, 4 amortyzatory, 2 zawory poziomujące Moduł sterujący ECAS z systemem podnoszenia i przyklęku | elektronicznie sterowane zawieszenie pneumatyczne na przedniej i tylnej osi Przód: 2 miechy powietrzne, 2 amortyzatory, 1 zawór poziomujący; Tył: 4 miechy powietrzne, 4 amortyzatory, 2 zawory poziomujące Moduł sterujący ECAS z systemem podnoszenia i przyklęku | elektronicznie sterowane zawieszenie pneumatyczne na przedniej i tylnej osi Przód: 2 miechy powietrzne, 2 amortyzatory, 1 zawór poziomujący; Tył: 4 miechy powietrzne, 4 amortyzatory, 2 zawory poziomujące Moduł sterujący ECAS z systemem podnoszenia i przyklęku |
| Hamulce                          | Przód/tył: tarczowe, wentylowane, sterowane pneumatycznie | Przód/tył: tarczowe, wentylowane, sterowane pneumatycznie | Przód/tył: tarczowe, wentylowane, sterowane pneumatycznie |
| Retarder (Zwalniacz)             | Intarder ZF sprzężony z hamulcem zasadniczym + sterowanie z kierownicy/hydraulicznie sterowany dodatkowy układ hamulcowy ze sterowaniem ręcznym i nożnym | Intarder ZF sprzężony z hamulcem zasadniczym + sterowanie z kierownicy/hydraulicznie sterowany dodatkowy układ hamulcowy ze sterowaniem ręcznym i nożnym | Intarder ZF sprzężony z hamulcem zasadniczym + sterowanie z kierownicy/hydraulicznie sterowany dodatkowy układ hamulcowy ze sterowaniem ręcznym i nożnym |
| Klimatyzacja                     | Zintegrowana klimatyzacja marki Konvekta KL 85 o mocy 38000Kcal/h | (brak informacji) | System klimatyzacji z indywidualnymi nawiewami powietrza marki Thermo King 20 kW/h |
| Liczba miejsc                    | 55 miejsc siedzących (51 miejsc + 2 osoby niepełnosprawne/4 miejsca składane) + kierowca 51 miejsc siedzących + wózek inwalidzki + kierowca 25 miejsc stojących | 63 miejsca siedzące + kierowca 59 miejsc siedzących + 9 miejsc stojących + wózek dla niepełnosprawnych + kierowca 55 miejsc siedzących + 4 miejsca składane + 2 wózki dla niepełnosprawnych | 63 miejsca siedzące + kierowca 59 miejsc siedzących + 9 miejsc stojących + wózek dla niepełnosprawnych + kierowca 55 miejsc siedzących + 4 miejsca składane + 2 wózki dla niepełnosprawnych |
| Dodatkowe informacje             | Stanowisko kierowcy: Regulowany fotel z zawieszeniem pneumatycznym z zagłówkiem i 3-punktowym pasem bezpieczeństwa z napinaczem oraz podłokietnikami (na rynku brytyjskim, z lewym podłokietnikiem); Kabina kierowcy typu miejskiego z bramką/drzwiami bezpieczeństwa; Schowek kierowcy zamykany na klucz; Indywidualne ogrzewanie i odszranianie z wentylacją stanowiska kierowcy za pomocą nagrzewnic powietrza; Termostatycznie sterowane ogrzewanie kabiny kierowcy; Elektrycznie podgrzewane okno przesuwne kierowcy; Pojedyncza osłona przeciwsłoneczna szyby czołowej oraz bocznej ze sterowaniem ręcznym; Zdejmowane i elektrycznie podgrzewane lusterka zewnętrzne sterowane ręcznie; Kolumna kierownicza z wielopozycyjną regulacją pneumatyczną (długości/wysokości i kąta); Tachograf cyfrowy VDO; Gniazdo zasilania 24 V na desce rozdzielczej; Uchwyt na butelkę o pojemności 1,5 l Strefa pasażerska: Stałe siedzisko Bruse z tkaniny typu DIVIDE z profilowanym klinem biodrowym; zwijanym bocznym 2-punktowym pasem bezpieczeństwa, listwą zatrzymującą torbę i uchwytami; Osłona antywandalowa na oparciach foteli; Wykładzina podłogowa z antypoślizgową powłoką PCV; Przyciemniane szyby boczne z pojedynczą szybą TSA, w tym 6 przesuwnych; Okno dachowe; Izolacja termiczna i akustyczna ścian bocznych i czołowych /podłogi/komory silnika; Oświetlenie przedziału typu żarowego; Dodatkowy kocioł z zasilaniem w zbiorniku głównym; Ogrzewanie pasażerów za pomocą grzejników cokołowych; Malowana rurowa przednia i tylna osłona spódnicy „Line”; Odsysacz powietrza Starter (2018) Stanowisko kierowcy: Radio z odtwarzaczem MP3, Mikrofon na gęsiej szyi; Regulowany fotel kierowcy marki Grammer z zagłówkiem, z zawieszeniem pneumatycznym; Pojedyncza osłona przeciwsłoneczna szyby bocznej i podwójna szyby czołowej sterowana ręcznie; Tachograf cyfrowy; Schowek-kieszeń po lewej stronie kierowcy; Ogrzewanie i odszranianie przedniej szyby za pomocą 3 nagrzewnic powietrza; Sterowana ręcznie szyba boczna z podgrzewaniem elektrycznym; Sterowane ręcznie lusterka zewnętrzne z elektrycznym podgrzewaniem; Bramka bezpieczeństwa kierowcy; Alkomat zapobiegający uruchomieniu Strefa pasażerska: 51 stałych foteli typu BRUSA Divide (w tym 2 fotele dla osób niepełnosprawnych + 4 składane siedziska) z ochroną antywandalową, barierkami zatrzymującymi tornister; uchwytami i klinem biodrowy; Zegar cyfrowy ze wskaźnikiem temperatury zewnętrznej; Izolacja termiczna i akustyczna zintegrowana z dachem, podłogą, przednimi i tylnymi panelami oraz ścianami bocznymi, dodatkowa izolacja wokół komory silnika; Składana kanapa w środkowych drzwiach; Siedzenia skierowane w stronę przeciwną; Oświetlenie wewnętrzne i zewnętrzne; Sprzęgnięcie sygnału alarmowego przy otwieraniu drzwi + włącznik na desce rozdzielczej; Wzmacniacze świateł hamowania i kierunkowskazów w górnej części panelu tylnego; Piktogramy „LED” do transportu dzieci; Przednie i tylne światła przeciwmgielne; Oświetlenie schodkowe; 1 wywietrznik dachowy/okno dachowe z przodu i z tyłu pojazdu; Ogrzewanie pasażerów z dystrybucją za pomocą grzejników cokołowych; Dodatkowe ogrzewanie Webasto 30 kW; Przyciemniane szyby boczne z podwójnymi szybami | Stanowisko kierowcy: Regulowany fotel z zawieszeniem pneumatycznym, zintegrowanym zagłówkiem i 3-punktowym pasem z napinaczem; Kolumna kierownicza z wielopozycyjną regulacją pneumatyczną (długości/wysokości i kąta); Tachograf cyfrowy VDO; Schowek kierowcy zamykany na klucz usadowiony w bagażniku; Indywidualne ogrzewanie i odszranianie z wentylacją stanowiska kierowcy za pomocą nagrzewnic powietrza; Termostat regulacji ogrzewania kierowcy/Termostatycznie sterowane ogrzewanie kabiny kierowcy; Elektrycznie podgrzewane okno przesuwne kierowcy; Wieszak na kurtkę kierowcy; Pojedyncze zdejmowane i podgrzewane lusterka zewnętrzne COMFORT sterowane ręcznie; Wzmacniane radio CD z mikrofonem + sterownik z tłumikiem; Wstępne wyposażenie zasilacza 24 V do sprzedaży biletów Pakiet transportowy dla dzieci (na rynku francuskim) zawierający: • Alkomat zapobiegający uruchomieniu • Jasne standardowe piktogramy • Podwójne światła awaryjne w górnej części i automatyczne uruchamianie po otwarciu drzwi Strefa pasażerska: Stałe siedzisko z tkaniny typu DIVIDE z profilowanym klinem biodrowym, z bocznym zwijanym 2-punktowym pasem bezpieczeństwa, osłoną antywandalową /listwą zatrzymującą tornister/uchwytami; 2-punktowym pasem bezpieczeństwa; Jedna 2-osobowa ławka dla osób niepełnosprawnych z podnoszonym podłokietnikiem; Wykładzina podłogowa z powłoki PCV; Izolacja termiczna i akustyczna powierzchni bocznych i przednich/podłogi/ komory silnika; Centralne oświetlenie LED (2 poziomy intensywności); Wszystkie szyby boczne przyciemniane pojedynczo (barwa zielona), w tym 4 okna przesuwne w górnej części z dużym otworem (później 6 okien); Bagażnik; Ogrzewanie za pomocą turbowentylatorów; Malowana rurowa przednia i tylna osłona zderzaka „LINE”; Odsysacz powietrza | Stanowisko kierowcy: Regulowany fotel z zawieszeniem pneumatycznym z zintegrowanym zagłówkiem i 3-punktowym pasem bezpieczeństwa z napinaczem i podłokietnikami; Kolumna kierownicza z regulacją pneumatyczną (regulacja długości/wysokości i kąta); Tachograf cyfrowy VDO; Schowek kierowcy zamykany na klucz; Indywidualne ogrzewanie i odszranianie z wentylacją stanowiska kierowcy za pomocą nagrzewnic powietrza; Elektrycznie podgrzewane okno przesuwne kierowcy; Obsługiwane ręcznie osłony przeciwsłoneczne przednie i lewe boczne; Proste zdejmowane i elektrycznie podgrzewane lusterka zewnętrzne sterowane ręcznie; Termostat regulacji ogrzewania kierowcy/Termostatycznie sterowane ogrzewanie kabiny kierowcy; Wieszak na kurtkę kierowcy Dodatkowo pakiet transportowy dla dzieci (na rynku francuskim) zawierający: • Alkomat zapobiegający uruchomieniu • Standardowy podświetlany piktogram • Podwójne światła awaryjne w górnej części i automatyczna aktywacja po otwarciu drzwi • Osłony antywandalowe na obudowach foteli pasażera Przestrzeń pasażerska: Stałe siedzisko Brusa WRAP ze wysuwanym podłokietnikiem, 2-punktowym pasem bezpieczeństwa i listwami zatrzymującymi tornister pod siedzeniami/uchwytami ; 1 specjalna 2-osobowa ławka dla osób niepełnosprawnych ze składanym podłokietnikiem; Oświetlenie centralne LED (2 intensywności); Wykładzina podłogowa z PCV o wysokiej odporności i wysokim poziomie akustycznym ; Izolacja akustyczna ścian bocznych i przednich / podłogi / komory silnika; Wszystkie szyby boczne wyposażone w przyciemniane, pojedyncze szyby boczne (VENUS); 5 dużych okien przesuwnych w górnej części okien bocznych w celu wentylacji; Półki bagażowe typu Comfort, lewe i prawe (montowane na dachu) ze zintegrowanymi indywidualnymi lampkami do czytania; Ogrzewanie konwektorowe z lewym i prawym konwektorem na całej długości pojazdu; Dodatkowe urządzenia grzewcze na gorące powietrze w celu zwiększenia wydajności grzewczej i cyrkulacji powietrza; Nagrzewnica wstępna Webasto na olej napędowy; Panele z formowanego tworzywa sztucznego z uchwytami ze szczotkowanego aluminium; Uchwyty instalowane na półkach bagażowych ze zintegrowanymi przyciskami STOP (dla osób stojących); Elektryczny wentylator wyciągowy na dachu pojazdu; Standardowe zasłony na wszystkich szybach bocznych i tylnej szybie |
| Ułatwienia dla niepełnosprawnych | Predyspozycje dostępu UFR (osób na wózku inwalidzkim) PMR (Osoby niepełnosprawne)/UFR: Kontrast kolorystyczny stopni, korytarza, krat, wsporniki i poręcze, do których pojazd jest przystosowany zgodnie z dodatkiem 7 i 11 dyrektywy 2001/85; Płaska podłoga typu „Low Entry”; Dostęp UFR z ręczną rampą przy środkowych drzwiach | Kontrastowy kolor stopni, korytarza, poręczy, pojazd jest wstępnie przygotowany do przyjęcia całego sprzętu określonego w załączniku 7 i 11 dyrektywy 2001/85; Wyposażenie standardowe obejmujące przygotowania do modernizacji urządzeń przystosowanych dla osób poruszających się na wózkach inwalidzkich | Kontrastowy kolor stopni, korytarza, poręczy, pojazd jest wstępnie przygotowany do przyjęcia całego sprzętu określonego w załączniku 7 i 11 dyrektywy 2001/85; Wyposażenie standardowe obejmujące przygotowania do modernizacji urządzeń przystosowanych dla osób poruszających się na wózkach inwalidzkich |
| Bezpieczeństwo                   | Układ przeciwblokujący koła ABS, 4 czujniki; System antypoślizgowy ASR; Zabezpieczenie przed wywróceniem ECE R66; Okna dachowe awaryjne (w liczbie 2); Zabezpieczenie przednie i tylne drzwi cofania; Przednie i tylne światła przeciwmgielne; System zawieszenia „podnieś i opuść”; Alarm pożarowy w komorze silnika; Gaśnica proszkowa 6 kg; Apteczka pierwszej pomocy; Młotki bezpieczeństwa rozmieszczone w całym pojeździe; Oświetlenie schodkowe; Lusterko kontroli przestrzeni pasażerskiej (przód w części środkowej) | Układ przeciwblokujący koła ABS, 4 czujniki; System przeciwpoślizgowy kół ASR; Zabezpieczenie przed wywróceniem ECE R66; Okna dachowe awaryjne (w liczbie 2); Gaśnica proszkowa 6 kg; Alarm pożarowy w komorze silnika; Apteczka pierwszej pomocy; Młotki bezpieczeństwa rozmieszczone w całym pojeździe; Lusterko kontroli przestrzeni pasażerskiej (część przednia i środkowa); Zabezpieczenie cofania drzwi przednich i tylnych; Brzęczyk tylnych drzwi | Układ przeciwblokujący koła ABS, 4 czujniki; System przeciwpoślizgowy kół ASR; Zabezpieczenie przed wywróceniem ECE R66; Brzęczyk cofania; Światła przeciwmgielne przednie i tylne; Okna dachowe awaryjne (w liczbie 2); Alarm pożarowy w komorze silnika; Gaśnica proszkowa 6 kg; Apteczka pierwszej pomocy; Młotki bezpieczeństwa rozmieszczone w całym pojeździe; Lusterko kontroli przestrzeni pasażerskiej (część przednia i środkowa) Zabezpieczenie drzwi cofania przednich i tylnych; Oświetlenie wejścia; Czujniki cofania; Dodatkowe kierunkowskazy na górze panelu tylnego, włączane automatycznie po otwarciu drzwi |
| Bagażnik                         | brak | 5,2 m³ 6,3 m³ | 5,2 m³ 6,3 m³ |
| Zbiornik paliwa                  | 300 litrów | 440 litrów (2 X 220 l) | 440 litrów (2 X 220 l) |
| Zasilanie                        | Napięcie: 24 V Alternator: 2 x 110 Ah Akumulatory: 2 x 12 V 110 Ah | Napięcie: 24 V Alternator: 2 x 110 Ah Akumulatory: 2 x 12 V / 185 Ah Elektroniczny podgrzewacz paliwa (wspomaganie zimnego rozruchu) | Napięcie: 24 V Alternator: 2 x 110 Ah Akumulatory: 2 x 12 V / 185 Ah Elektroniczny podgrzewacz paliwa (wspomaganie zimnego rozruchu) |
| Osie                             | Przód: MAN typ VOK-07B ze stabilizatorem Tył: hipoidalna MAN HOY 1175 z pojedynczą redukcją Seryjny moment obrotowy - 5,57 | Przód: oś MAN z niezależnym zawieszeniem przednim Tył: hipoidalna MAN HOY-1175 | Przód: oś MAN z niezależnym zawieszeniem przednim Tył: hipoidalna MAN HOY-1175 |
| Opony                            | Michelin 295/80 R 22,5 XZE2 | Michelin 295/80 R 22,5 | Michelin 295/80 R 22,5 |